# HaOgen
 (février 2016).
Si vous disposez d'ouvrages ou d'articles de référence ou si vous connaissez des sites web de qualité traitant du thème abordé ici, merci de compléter l'article en donnant les références utiles à sa vérifiabilité et en les liant à la section « Notes et références ».
HaOgen ({העוגן, הָעֹגֶן, lit. l'ancre} est un kibboutz dans la région de Sharon au centre d'Israël.
En 2006, sa population est de 543 habitants.
La communauté est créée en 1938 par des habitants venant de Tchécoslovaquie. Après avoir passé 8 années dans un camp proche de Kfar Saba, ils fondent le kibboutz en 1947.
On trouve dans le village l'un des 3 plus grand mur d'escalade en salle du pays. L'artiste israélien Shraga Weil était un habitant du village

## Galerie

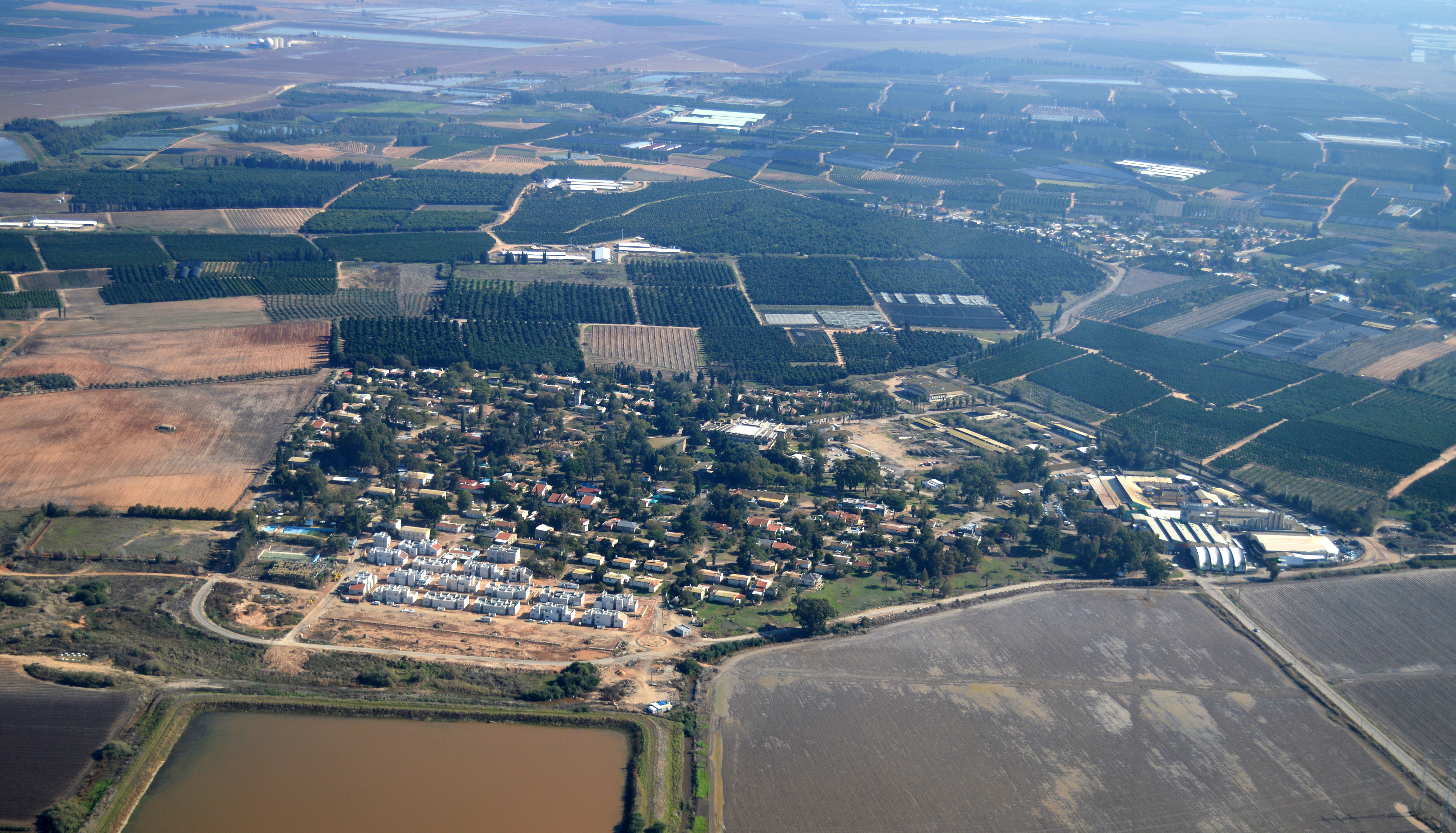
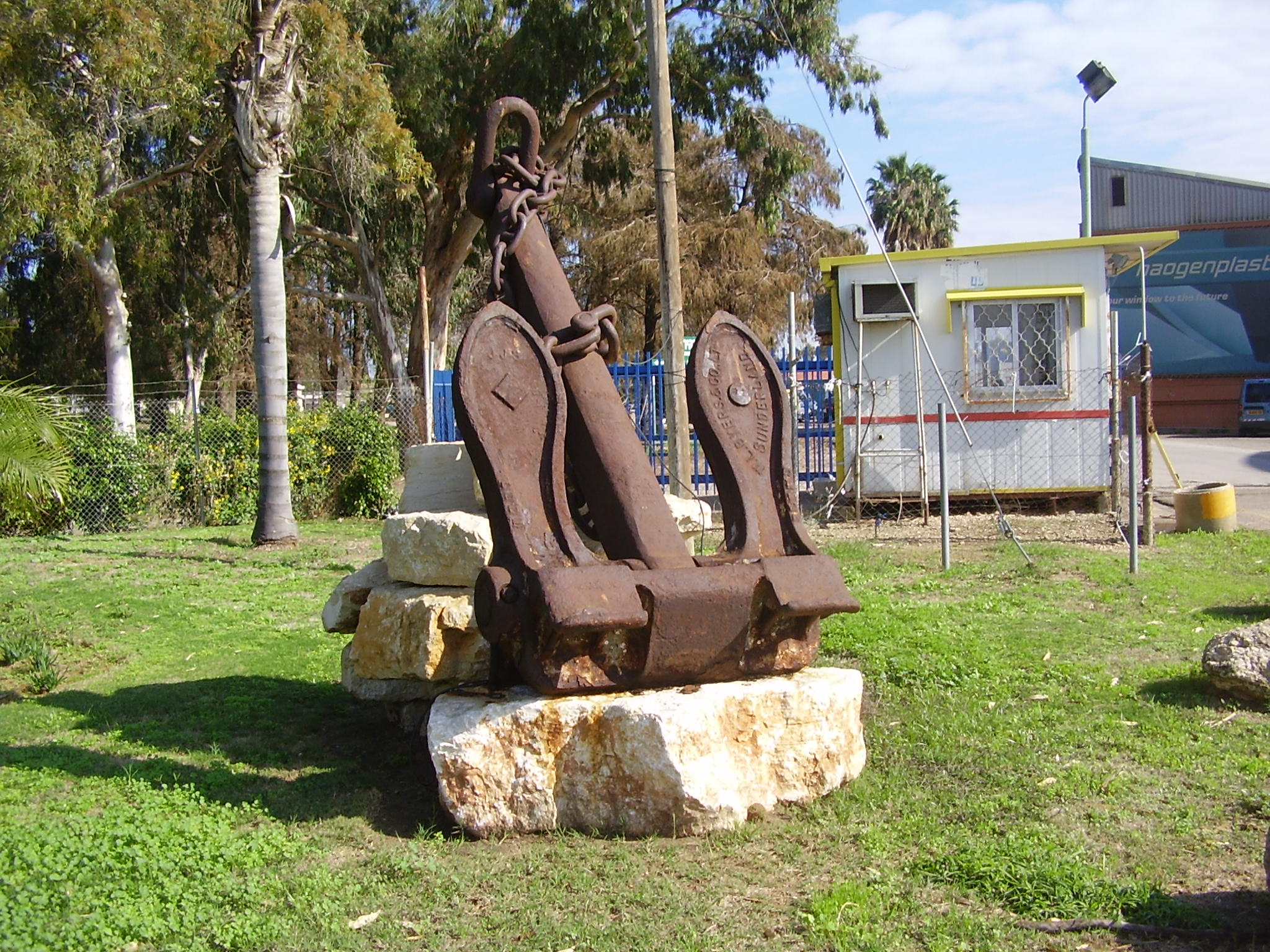
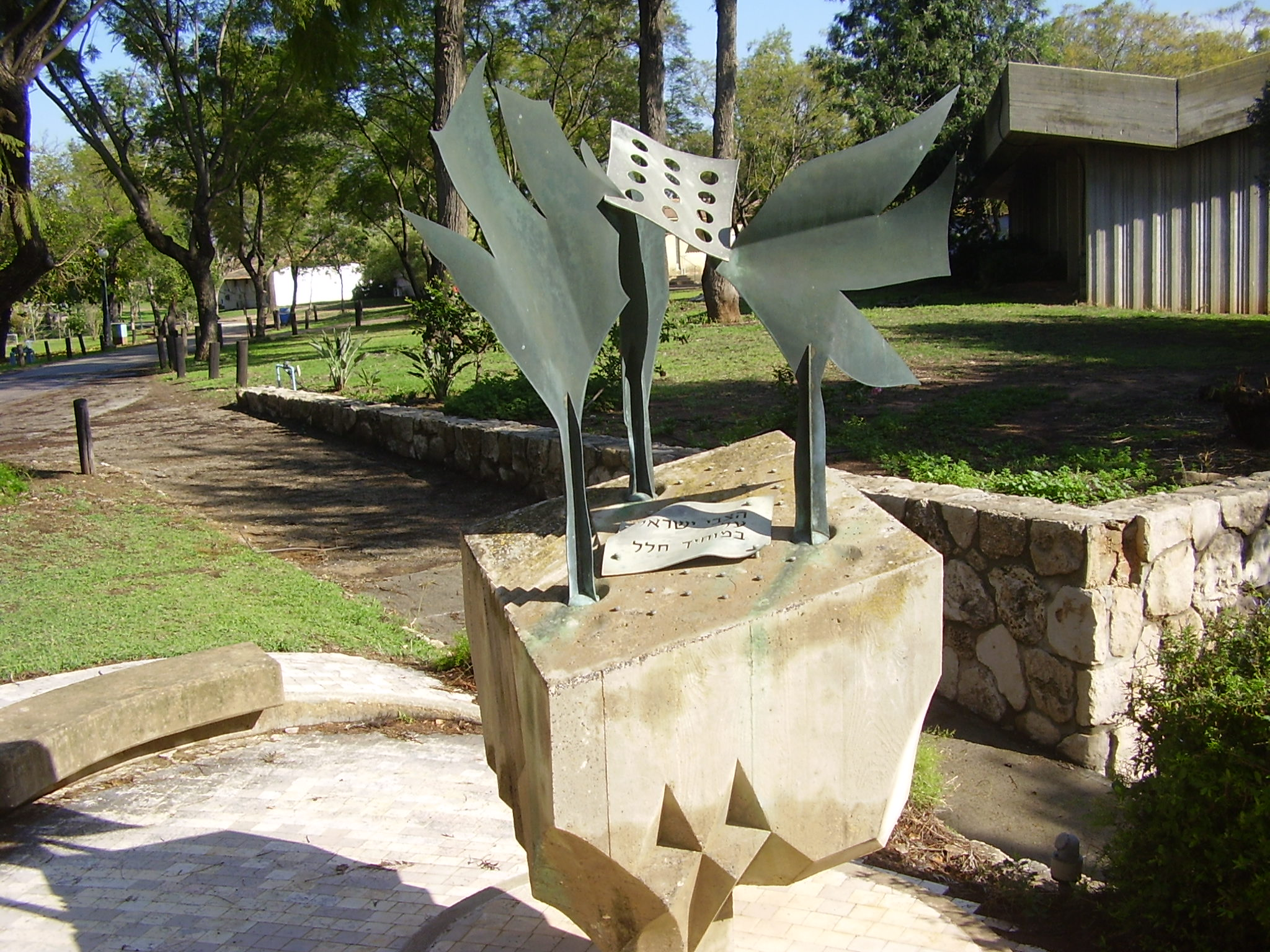